# Marianne Woitsch
Marianne Woitsch (* 12. Dezember 1873 in Ottensheim bei Linz; † 24. Juli 1945  in Linz)  war eine österreichische Malerin.

## Leben
Marianne oder Marianna Woitsch, die Tochter des Steueramtskontrolleurs Anton Woitsch und der Anna, geb. Grubhofer, wurde in Haus Nr. 78 in Ottensheim geboren.
Der Sinologe Leopold Woitsch war ihr Bruder.
Marianne Woitsch war 1903 und 1904 zunächst Lehrerin in Vöcklamarkt, gab ihren Beruf aber zugunsten der Malerei auf. Ihre künstlerische Ausbildung absolvierte sie in München, Dachau und Karlsruhe bei Max Feldbauer, Hans Lesker, Hans von Hayek und Hans Müller-Dachau. Sie lebte in Linz und unterhielt unter ihrer Adresse in der Wurmstraße 6 in den 20er Jahren eine Malschule. Sie nahm seit 1917 an Ausstellungen im Oberösterreichischen Kunstverein teil. Außerdem gehörte sie zum Kreis um Oskar Sachsperger, der von 1919 bis 1926 einen „Kunstsalon“ betrieb. 1935 erhielt sie den Staatspreis für ihr Lebenswerk.

## Werk

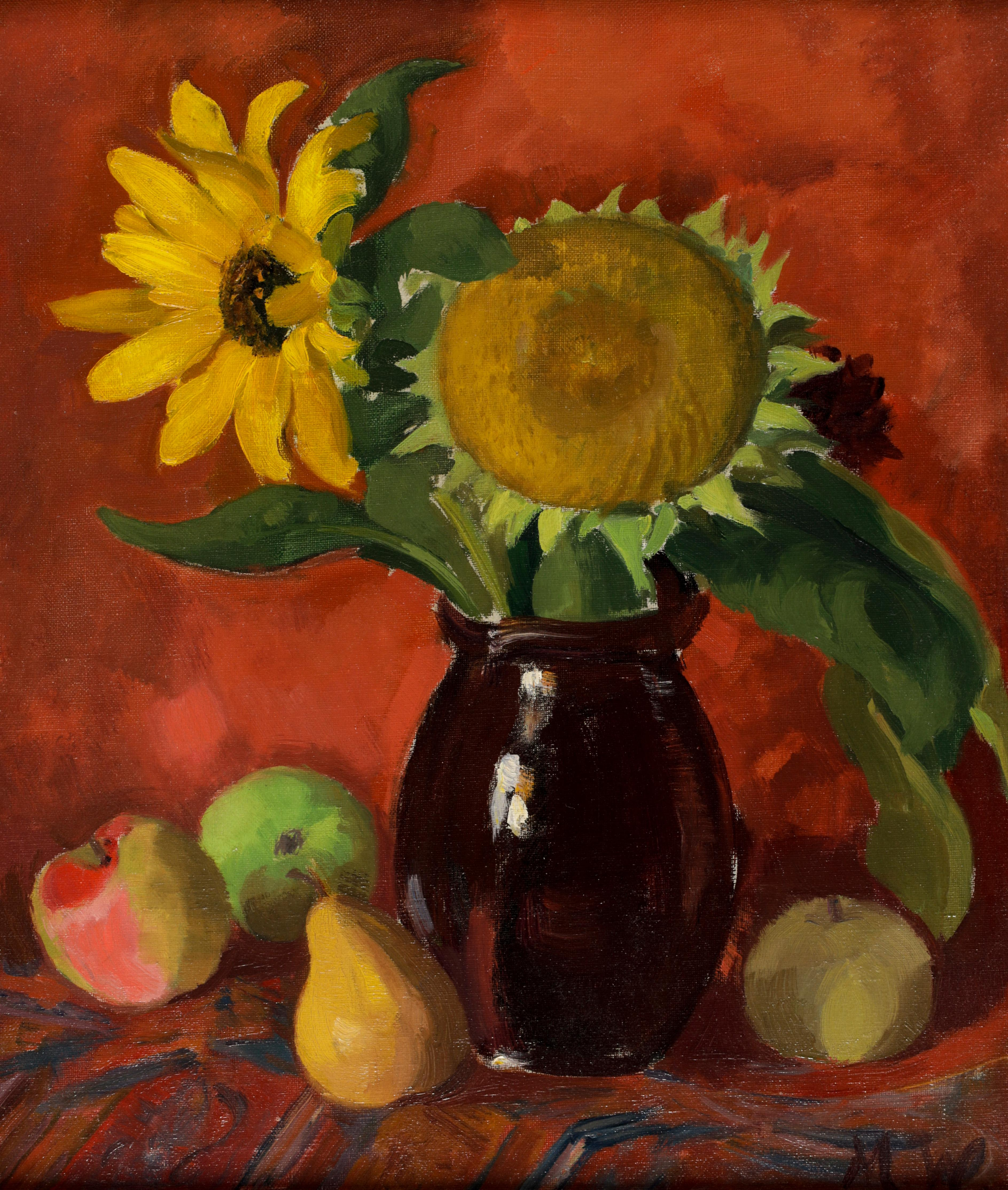
Marianne Woitsch: Stillleben mit Sonnenblumen und Früchten

Marianne Woitsch wurde vor allem als Malerin von Blumenstillleben geschätzt. Sie malte und zeichnete aber auch Landschaften und gelegentlich Porträts.
In der Farbgestaltung profitierte sie zweifellos von Feldbauer, der den Bildgegenstand aus seiner Pinselschrift entwickelte. Sie arbeitete zumeist mit breiterem Pinsel und erfasste ihre Motive konturlos. In ihren Stillleben lässt sie zuweilen die Materialität der arrangierten Gegenstände mitsprechen. Vasen und Schalen aus schimmerndem Glas stehen beispielsweise neben metallisch glänzenden Kerzenleuchtern.
Die Landesgalerie des Oberösterreichischen Landesmuseums in Linz besitzt mehrere Werke, darunter zwei Landschaften
aus dem Dachauer Moos und eine Ansicht des Linzer Hafens.